# Akantuszlevél

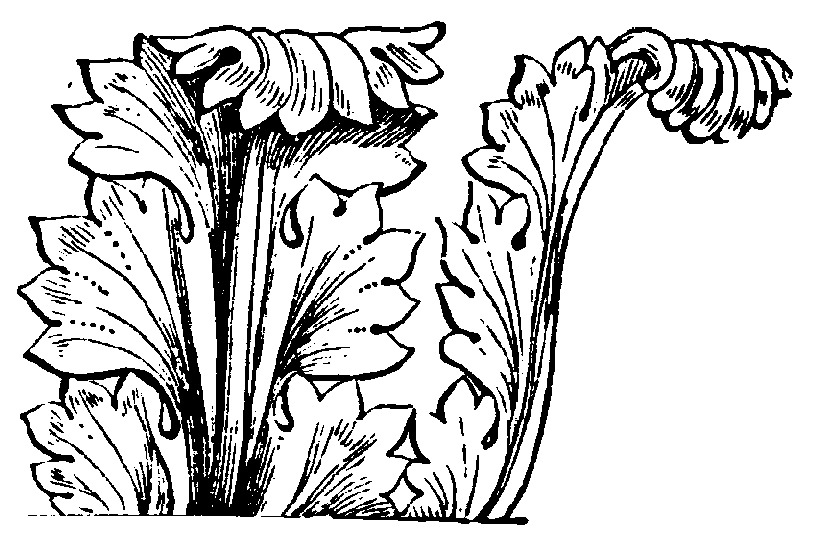
Római akantuszlevél-motívum elöl- és oldalnézetben

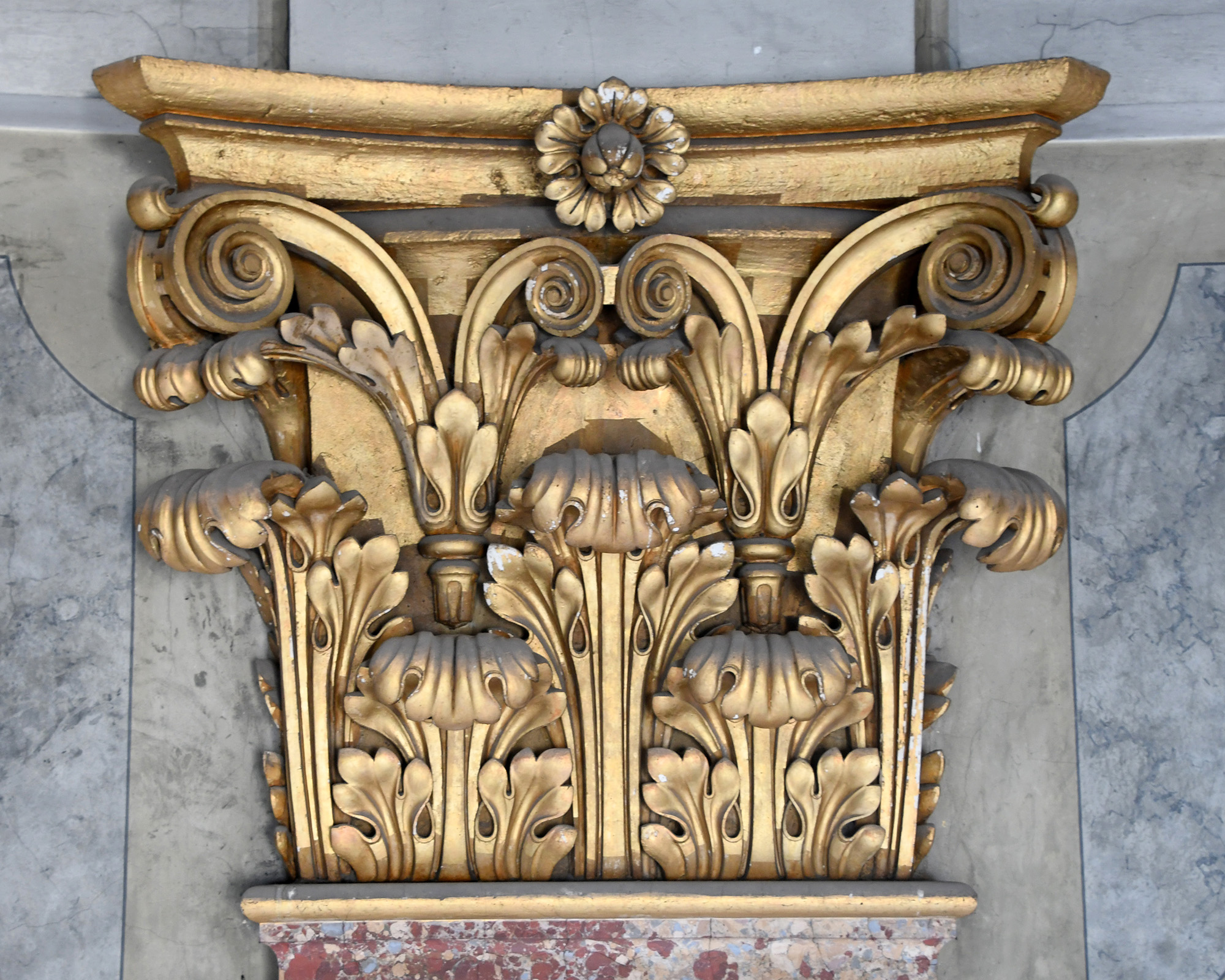
Akantuszleveles pilaszterfejezet az esztergomi bazilika kupoladobjában (1885–1886)

Az akantuszlevél az építészetben és a képzőművészetben használt díszítőmotívum, a medveköröm (Acanthus) vagy idegen eredetű szóval akantusz stilizált levélzete.
Az akantusz az ókori mediterráneumi kertek kedvelt dísznövénye volt, erősen tagolt, karéjos, csipkézett levelei díszítőelemként idővel az építészetben, a legkülönfélébb tagozatokban is megjelentek. Görög földön az élesebb kontúrú, szálkás vésetű motívumok terjedtek el, elsősorban a korinthoszi oszlopfők, majd szimák, oromdíszek, gyámkövek növényi ornamenseként. A rómaiak a hullámosabb rajzú, naturalisztikusabb ábrázolást részesítették előnyben, de elterjedt körükben az olajfa levélábrázolásaihoz igazított formai megoldás is. Az ezt követő korok stílusáramlatai szintén szívesen éltek az akantuszlevél alkalmazásával, a bizánci művészettől a reneszánszon át a barokkig, és egyre bővült alkalmazási területe is. Az akantusz megjelent párkányokon, frízeken, boltíveken, pilasztereken és a különböző felületeket kitöltő arabeszkeken egyaránt, ezzel párhuzamosan formai megjelenése is egyre változatosabb lett.
Magyarországon bizánci minták alapján már az Árpád-kor építészetében megjelent az akantuszlevél alkalmazása. Az első esztergomi bazilika és a veszprémi székesegyház oszlopainak, a feldebrői altemplom szentélyoszlopának fejezeteit gyakran két sorban, sűrűn elhelyezett, míg a székesfehérvári bazilika falpilléreit felső részükön visszahajló, legyezőszerűen szétálló akantuszlevelek díszítették.